# Bogusławiec (gromada)
Bogusławiec – dawna gromada, czyli najmniejsza jednostka podziału terytorialnego Polskiej Rzeczypospolitej Ludowej w latach 1954–1972.
Gromady, z gromadzkimi radami narodowymi (GRN) jako organami władzy najniższego stopnia na wsi, funkcjonowały od reformy reorganizującej administrację wiejską przeprowadzonej jesienią 1954 do momentu ich zniesienia z dniem 1 stycznia 1973, tym samym wypierając organizację gminną w latach 1954–1972.
Gromadę Bogusławiec z siedzibą GRN w Bogusławcu utworzono – jako jedną z 8759 gromad na obszarze Polski – w powiecie kołobrzeskim w woj. koszalińskim na mocy uchwały nr 43/54 WRN w Koszalinie z dnia 5 października 1954. W skład jednostki weszły obszary dotychczasowych gromad Bogusławiec, Błotnica, Drzonowo i Przećmino ze zniesionej gminy Charzyno w tymże powiecie. Dla gromady ustalono 9 członków gromadzkiej rady narodowej.
1 stycznia 1958 z gromady Bogusławiec wyłączono wsie Błotnica i Przećmino, włączając je do gromady Charzyno w tymże powiecie, po czym gromadę Bogusławiec zniesiono, a jej (pozostały) obszar włączono do gromady Sarbia tamże.